# Hroznata z Teplej
Hroznata z Teplej (ur. ok. 1170, zm. 14 lipca 1217 w zamku Kinsberg) – błogosławiony Kościoła katolickiego.

## Życiorys

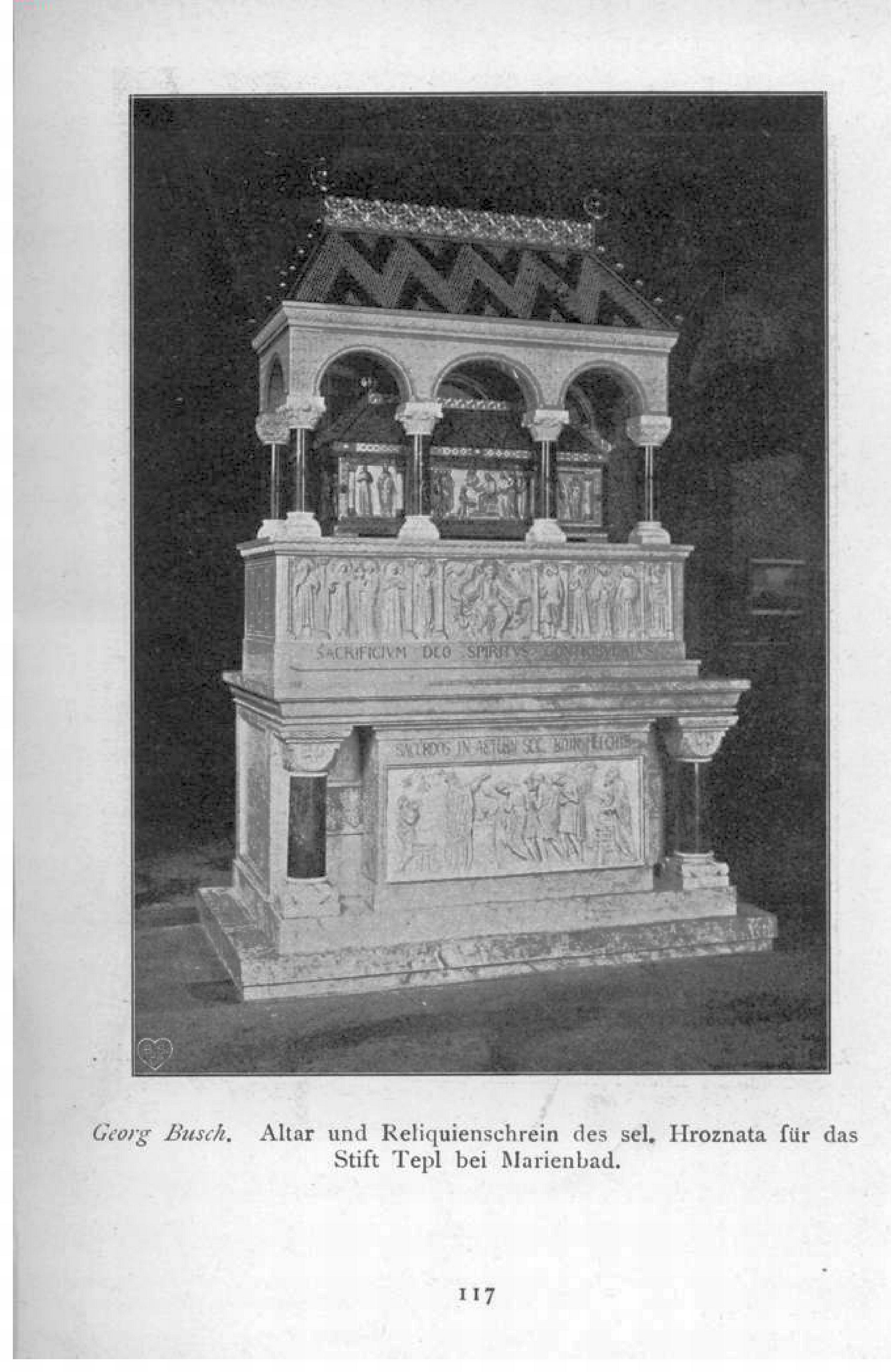
Ołtarz i relikwiarz bł. Hroznaty w Teplej

Hroznata urodził się ok. 1170 roku. Gdy owdowiał założył dwa klasztory: dla norbertanów w Chebie i zakonnic w Choteszowie. Z rąk papieża Innocentego III otrzymał habit nobertański. Został pojmany przez bandytów i uwięziony w zamku Kinsberg w 1217 roku, gdzie zmarł z powodu zagłodzenia. 
Pochowany w Teplej, przed ołtarzem kościoła klasztornego. Jego kult jako błogosławionego został potwierdzony przez papieża Leona XIII 16 września 1897.